# کوارو
کوارو، روستایی از توابع بخش مرکزی شهرستان بم در استان کرمان ایران است. وضع طبیعی روستای کوارو شهر دهبکرئ بصورت کوهستانی، دره‌ای یا تپه‌ای می‌باشد. و راه زمینی این روستا بصورت جاده خاکی می‌باشد و تقریبا با جاده اصلی یک کیلومتر فاصله دارد.این روستا توسط جهان پهلوان قوچ بنیانگذاری شد. در کتاب تاریخ کرمان آمده است که جهان پهلوان قوچ در هنگام وفات از خود ثروتی به جا گذاشته است.که ارزش آن مشخص نیست و در کوهای نزدیکی آنجا به خاک سپرده شده است. مردم بر این باورند که کوارو به معنای جایی پر از بادام وحشی است، و هم اکنون روستای کوارو دارای جنگل بادام های وحشی می باشد. در سال های نه چندان دور کوارو روستایی بزرگ و پرجمعیت شناخته می شد. اکنون اگر به نقشه های هوایی مراجعه کنید به عظمت کوارو پی میبرید. این روستا با دارا بودن زمین های حاصلخیز و پر آب برای کشاورزی مناسب بوده است. مردم با دامداری و کشاورزی خورد و خوراک خود را بدست می آوردند. به سبب خشکسالی های پی در پی  مردم به روستا های اطراف(سرپشت و حسین آباد) و همچنین شهرستان های بم و جیرفت مهاجرت کردند و به مراتب برای کشاورزی رفت و آمد می کنند. آخرین کدخدای این روستا علی کوارویی(کربلایی علی کوارویی) بود.
```
[
۱
]
```

## جمعیت
این روستا در دهستان دهبکری قرار دارد و براساس سرشماری مرکز آمار ایران در سال ۱۳۹۵، جمعیت آن ۳۱ نفر (۹ خانوار) بوده‌است.